# Resolution 2065 der UN-Generalversammlung
Die Resolution A/RES/2065 (XX) der UN-Generalversammlung wurde am 16. Dezember 1965 als Ergebnis der offenen Abstimmung in der 1398. Plenarsitzung der 20. Tagung der Generalversammlung der Vereinten Nationen verabschiedet. Diese Resolution bestätigte die Existenz eines Souveränitätsstreits zwischen dem Vereinigten Königreich und Argentinien über die Falklandinseln und stellte fest, dass die Frage der Falklandinseln Teil einer kolonialen Situation ist, die im Lichte der in Resolution 1514 (XV) zum Ausdruck gebrachten Ziele der Beseitigung aller Formen des Kolonialismus gelöst werden muss. In der Resolution werden die Parteien aufgefordert, den Souveränitätsstreit unverzüglich beizulegen und dabei die Interessen der Inselbewohner zu berücksichtigen.

## Geschichte
Am 3. Januar 1833 vertrieben britische Truppen die argentinischen Behörden und die dort ansässige Bevölkerung und begannen mit der illegalen Besetzung der Falklandinseln, wodurch eine beispiellose besondere Kolonialsituation entstand. Diese Usurpation markierte den Beginn des Konflikts um die Souveränität der Falklandinseln.
In den späten 1950er Jahren beschloss die Generalversammlung der Vereinten Nationen, einen globalen Prozess der Entkolonialisierung voranzutreiben.
Am 14. Dezember 1960 wurde die Resolution 1514 (XV) über die „Erklärung über die Gewährung der Unabhängigkeit an koloniale Länder und Völker“ mit 89 Ja-Stimmen, keiner Gegenstimme und 9 Enthaltungen angenommen, die fast ausschließlich aus kolonialistischen Ländern stammten. Dieses Dokument öffnete die Tür für bilaterale Verhandlungen zwischen Argentinien und dem Vereinigten Königreich. In vier Punkten (2, 4, 6 und 7) geht der Text auf den Kern des Problems ein: die Achtung der Selbstbestimmung, der nationalen Einheit und der territorialen Integrität. Dies wurde im folgenden Jahr durch die Resolution 1654 (XVI) bestätigt, mit der das geschaffen wurde, was nach der Resolution 1810 als „Sonderausschuss der Vierundzwanzig“ bekannt wurde, um den Entkolonialisierungsprozess zu überwachen. Insbesondere fiel die Frage der Falklandinseln in die Zuständigkeit des Unterausschusses III.
Zu Beginn der Sitzung im September 1964 durften Delegationen beider Länder an den Debatten teilnehmen, allerdings ohne Stimmrecht. Die argentinische These wurde vom Rechtsberater des Außenministeriums, José María Ruda, und die britische These von Cecil King vorgestellt. Der Meinungsaustausch verlief hitzig, wobei die meisten Mitglieder der Position Argentiniens zuneigten. Der Unterausschuss III erstellte einen Bericht mit den Schlussfolgerungen der Diskussionen, der den Argumenten des Vereinigten Königreichs Punkt für Punkt widersprach.
Der Unterausschuss III nahm den Bericht einstimmig an und überwies ihn an den Sonderausschuss der Vierundzwanzig. Dort wurde das Argument aus dem vorherigen Schritt wiederholt. Großbritannien hat versucht, die Angelegenheit auf bilateraler Ebene zu eskalieren, um weitere Diskussionen zu dieser Angelegenheit bei den Vereinten Nationen zu verhindern. Auch dieses Mal siegte die argentinische Diplomatie und die Mitglieder des Gremiums akzeptierten einstimmig die Schlussfolgerungen des eingegangenen Berichts. Syrien brachte einen zusätzlichen Antrag ein, wonach in allen offiziellen Dokumenten des Gremiums neben den Worten „Falkland Islands“ auch das Wort „Malvinas“ erscheinen solle. Dieser Antrag wurde mit 19 Stimmen angenommen, Großbritannien dagegen und bei zwei Enthaltungen. Der neue Bericht wurde dann zur Diskussion an den Vierten Ausschuss für Kolonialfragen der Generalversammlung weitergeleitet, wo er im folgenden Jahr geprüft werden sollte.
Nach der Annahme des Resolutionsentwurfs mit 87 Ja-Stimmen und 13 Enthaltungen verabschiedete die Generalversammlung am 16. Dezember 1965 auf der Grundlage des Berichts des Vierten Ausschusses die Resolution 2065 (XX) mit 94 Ja-Stimmen, keiner Gegenstimme und 14 Enthaltungen. Der Text schlägt den beiden Regierungen offiziell vor, Souveränitätsverhandlungen gemäß den oben genannten Punkten des Berichts des Unterausschusses III zu führen. Darin wird im Wesentlichen festgestellt, dass die Falklandinseln nicht auf der Grundlage des Selbstbestimmungsprinzips entkolonialisiert werden können, und beide Parteien werden aufgefordert, dem Sonderausschuss der Vierundzwanzig und der Generalversammlung über den Fortgang der Verhandlungen Bericht zu erstatten.
Nach der Verabschiedung der Resolution 2065 versuchte das Vereinigte Königreich, einen ausdrücklichen Verweis auf das Recht auf Selbstbestimmung in die Resolution 40/21 vom 27. November 1985 aufzunehmen, doch die UN-Generalversammlung lehnte dies rundweg ab. Der Grund ist einfach: Im Gegensatz zu den üblichen Fällen von Kolonialismus, also der Unterwerfung eines ganzen Volkes durch eine europäische Macht, geht es bei der Falklandinseln-Frage darum, dass ein junger unabhängiger Staat einen Teil seines Territoriums und seiner Bevölkerung durch die mächtigste Kolonialmacht der Zeit verdrängt.

## Abstimmung
Das Ergebnis der Abstimmung war wie folgt:
Dafür: Brasilien, Bulgarien, Birma, Burundi, Weißrussische Sozialistische Sowjetrepublik, Kamerun, Zentralafrikanische Republik, Ceylon, Chile, China, Kolumbien, Kongo (Brazzaville), Demokratische Republik Kongo, Costa Rica, Kuba, Tschechoslowakei, Dahomey, Dominikanische Republik, El Salvador, Äthiopien, Gabun, Ghana, Griechenland, Guatemala, Guinea, Haiti, Honduras, Ungarn, Indien, Iran, Irak, Irland, Israel, Italien, Elfenbeinküste, Jamaika, Japan, Jordanien, Kenia, Kuwait, Libanon, Liberia, Libyen, Luxemburg, Madagaskar, Malawi, Malaysia, Malediven, Mali, Mauretanien, Mexiko, Mongolei, Marokko, Nepal, Nicaragua, Niger, Nigeria, Pakistan, Panama, Paraguay, Peru, Philippinen, Polen, Rumänien, Ruanda, Saudi-Arabien, Senegal, Sierra Leone, Somalia, Spanien, Sudan, Syrien, Thailand, Togo, Trinidad und Tobago, Tunesien, Türkei, Uganda, Ukrainische Sozialistische Sowjetrepublik, Union der Sozialistischen Sowjetrepubliken, Vereinigte Arabische Republik, Vereinigte Republik Tansania, Obervolta, Uruguay, Venezuela, Jemen, Jugoslawien, Sambia, Afghanistan, Algerien, Argentinien, Österreich, Belgien, Bolivien.
Insgesamt stimmten 87 % der UN-Mitglieder für diese Resolution.
Dagegen: Keine.
Enthaltungen: Kanada, Dänemark, Finnland, Frankreich, Island, Niederlande, Neuseeland, Norwegen, Portugal, Südafrika, Schweden, Vereinigtes Königreich, Vereinigte Staaten, Australien.
Abwesende: Neun Länder.

## Resolution 2065 (XX)
In der Resolution 2065 (XX) heißt es eindeutig: Erstens gibt es einen Streit um die Souveränität über die Falklandinseln. zweitens besteht dieser Streit zwischen zwei Parteien, und zwar nur zwei, nämlich der Regierung der Argentinischen Republik und der des Vereinigten Königreichs; drittens muss dieser Streit durch Verhandlungen zwischen den beiden Regierungen beigelegt werden, und nur so kann der kolonialen Situation ein Ende gesetzt werden; Viertens müssen beide Parteien bei der Suche nach dieser Lösung die Interessen der Bevölkerung der Falklandinseln berücksichtigen, was die Anwendung des Selbstbestimmungsprinzips ausschließt. Es sei daran erinnert, dass die Generalversammlung im Jahr 1985 in dieser Hinsicht eine klare Position bezog, als sie zwei britische Änderungsanträge ablehnte, die darauf abzielten, diesen Grundsatz in den entsprechenden Resolutionsentwurf aufzunehmen.
Die Resolution 2065 (XX) der Generalversammlung schließt die Anwendung des Selbstbestimmungsprinzips auf die Falklandinseln aus, da, wenn die Existenz des Souveränitätsstreits akzeptiert wird, die Anwendung von Absatz 2 der Resolution 1514 (XV) im Widerspruch zu Absatz 6 steht, da die Gewährung der Selbstbestimmung an die Bewohner der Inseln eine Verletzung der territorialen Integrität der Argentinischen Republik bedeuten würde. Darüber hinaus bestätigt der Verweis auf die „Interessen“ der Bevölkerung und nicht auf ihre „Wünsche“ in der Resolution 2065 (XX), dass das Selbstbestimmungsrecht auf die Falklandinseln nicht anwendbar ist, da die Bevölkerung britisch ist, zum Zweck der Koloniegründung dorthin umgesiedelt wurde und nie von einer Kolonialmacht unterworfen oder erobert wurde, wie es die Resolution 1514 (XV) verlangt. Das Vereinigte Königreich verletzte die territoriale Integrität der Argentinischen Republik, indem es einen Teil ihres Territoriums gewaltsam besetzte und anschließend seine eigene Bevölkerung auf die Inseln umsiedelte. Das Recht auf Selbstbestimmung gilt für Völker, die nicht den Kolonialmächten angehören und Opfer ausländischer Unterdrückung, Herrschaft und Ausbeutung sind. Einer Bevölkerung, die nicht der rechtmäßige Eigentümer des Gebiets ist, kann kein Recht auf Selbstbestimmung gewährt werden. Da die Inselbewohner von der Kolonialmacht gezielt umgesiedelt wurden, um ihre Interessen zu verfolgen, stellen sie in diesem Konflikt keine Drittpartei dar. Die Bevölkerung stammte aus der Besetzung der Falklandinseln durch die Kolonialmacht im Jahr 1833. Diese vertrieb die legitimen Behörden und die ursprüngliche argentinische Bevölkerung und ersetzte sie durch britische Untertanen. Anschließend führte sie eine diskriminierende Migrationspolitik ein, die die Rückkehr der ursprünglich dort lebenden Argentinier und die anschließende Ansiedlung argentinischer Bürger behinderte. Aus diesem Grund sind die Inselbewohner kein Volk im rechtlichen Sinne. Daher handelt es sich bei der Frage der Falklandinseln um ein kolonisiertes Territorium und nicht um ein kolonisiertes Volk.
In Absatz 6 der Resolution 1514 (XV) erklärt die Generalversammlung, dass „jeder Versuch, die nationale Einheit und territoriale Integrität eines Landes – in diesem Fall der Argentinischen Republik – ganz oder teilweise zu zerstören, mit den Zielen und Grundsätzen der Charta der Vereinten Nationen unvereinbar ist“. Angesichts der Angriffe imperialistischer Kräfte im 19. Jahrhundert auf die Souveränität und territoriale Integrität der unabhängigen Republik Argentinien, die auch vom Vereinigten Königreich anerkannt wird, hat in der Frage der Falklandinseln das Prinzip der territorialen Integrität Vorrang vor dem Prinzip der Selbstbestimmung.
Zusammenfassend:
- Es wurde anerkannt, dass zwischen Argentinien und dem Vereinigten Königreich ein Streit über die Souveränität der Inseln besteht.
- Die Resolution 1514 gilt für das Territorium (nicht für die Bevölkerung) der Falklandinseln.
- Für die Bevölkerung der Falklandinseln gilt das Selbstbestimmungsrecht nicht.
- Dem Sonderausschuss wurde geraten, beide Seiten zu Verhandlungen einzuladen, bei denen die Interessen (nicht die Wünsche) der Inselbewohner berücksichtigt würden.